# 宮坂みゆ
宮坂 みゆ（みやさか みゆ、女性、3月19日生）は、日本のグラフィッカー、原画家、およびイラストレーター。株式会社ビジュアルアーツのゲームブランド「Lapis lazuli」に所属。新潟県出身、埼玉県在住。血液型はA型。実妹の宮坂なこと共同の同人サークル「CANVAS＋GARDEN」(カンバスガーデン）を主宰している。

## 経歴
昔から創作意欲が高く、アニメやゲーム、漫画の作品に触れることを好み、そのなかでもゲーム制作に憧れていたため、高校1年生の夏から同人誌即売会にサークルとして参加したり、雑誌『電撃G's magazine』の読者コーナー「Moestal」にゲーム作品『Kanon』のイラストを投稿したりと、2001年9月より同人活動を始め、2002年に現名義へ変更。2003年には個人サークルおよびイラストウェブサイト「canvas」を立ち上げ、2004年には彼女のホームページが編集者の目に留まり、アンソロジーコミックとして自身初めての商業作品を発表した。2006年からは同人サークル「Moviendo」で原画等を担当し、PCゲーム『Four-leaf』の制作がゲームブランド「Lapis lazuli」の発足に繋がり、2009年には同ブランドから『Areas〜空に映すキミとのセカイ〜』を発売し、商業作品での原画家デビューを果たした。また、同年には宮坂なこの加入にしたがい、サークル名を現在の「CANVAS＋GARDEN」へと改称した。

## 人物
趣味は料理や食事、外出、部屋の模様替え、ネイルアート、ゲーム、カラオケ、バンド、ショッピング、アート、漫画、インターネット、ペット、美容など。好きな食べ物はイタリア料理・カニ・寿司・ケーキ・赤肉種のメロン・クッキーで、嫌いな食べ物はもつ煮・シソ。

## 作風
もともと紙とシャープペンシルを用いて絵を描いていたが、作業効率の向上・体力的負担の軽減のために、ペンタブレットでの作業に移行している。特に可愛いイラストを好んで描く。
絵を描く際に特に大切にしていることは、いろいろな人に見て貰い、自分では気付かないことを指摘してもらうこと。それにより、自分がこだわった部分を残しながらも、他人の意見を取り入れつつ作品を仕上げている。また、宮坂は女の子の絵のみならず男の子の絵も描きたいという理由から、個人的に乙女ゲームの制作にも挑戦したいと各所で語っている。

## 作品リスト

### アダルトゲーム
T・M・G Factory
- 2006年8月13日 - Cutie☆Smile 〜きみと一緒に〜（一部原画・彩色）

Chien
- 2006年12月1日 - 委員長は承認せず! ふぁんでぃすく♪（一部原画）

Moviendo
- 2006年12月31日 - Erica-先行版-（原画・キャラクターデザイン）
- 2007年7月27日 - Four-leaf（原画・キャラクターデザイン）

Lapis lazuli
- 2009年3月27日 - Areas〜空に映すキミとのセカイ〜（原画）
- 2010年3月26日 - Areas 恋する乙女の3H（原画）
- 2013年11月29日 - 十六夜のフォルトゥーナ（原画）

Chelseasoft
- 2015年12月18日 - ソラコイ（原画）

CANVAS+GARDEN
- 2017年12月31日 - 恋ニ、甘味ヲソエテ（原画）
- 2018年12月31日 - 恋ニ、甘味ヲソエテ2（原画）

QUINCE SOFT
- 2019年12月20日 - あにまる☆ぱにっく（原画）

### 挿絵
- 『生徒会ばーさす!』シリーズ (集英社スーパーダッシュ文庫/著者：番棚葵)
- 『一緒に革命しませんか?』シリーズ (集英社スーパーダッシュ文庫/著者：淺沼広太)

### 表紙イラスト
- ビジュアルスタイル Vol.08（2009年3月号）
- ビジュアルスタイル Vol.14（2010年3月号）

### アンソロジーコミック
- 『CLANNAD』オフィシャルコミックアンソロジー（ビブロス、2004年9月6日、ISBN 978-4-8352-1652-2）
- 『CLANNAD ―クラナド―』 4巻（宙出版、2004年12月25日、ISBN 978-4-7767-1494-1）

### CDジャケット
- Areas〜空に映すキミとのセカイ〜 オリジナルサウンドトラック（ビジュアルアーツ、2009年5月29日）

### その他
同人サークル作品については 、その他の作品については を参照のこと。

## 出演

### ラジオ
- naoとみゆのアリアス・レリジオーソ学園放送部☆PieceRadio（YouTube：2008年11月8日 - 2009年2月27日）